# Leucozonia granulilabris
Leucozonia granulilabris is een slakkensoort uit de familie van de Fasciolariidae. De wetenschappelijke naam van de soort is voor het eerst geldig gepubliceerd in 2004 door Vermeij & Snyder.